# Weichhaariger Mannsschild
Der Weichhaarige Mannsschild (Androsace pubescens) ist eine Pflanzenart aus der Gattung Mannsschild (Androsace) innerhalb der Familie der Primelgewächse (Primulaceae).

## Beschreibung

### Vegetative Merkmale
Der Weichhaarige Mannsschild ist eine ausdauernde, niedrige, in flachen lockeren Polstern wachsende Pflanze. Sie ist mit einfachen oder an der Spitze gabeligen, weichen und bis 0,4 Millimeter langen Haaren bedeckt.
Die obersten Laubblätter sind sternförmig angeordnet. Die einfache Blattspreite ist bei einer Länge von  4 bis 10 Millimetern sowie einer Breite von 1,5 bis 2,5 Millimetern spatelig bis lanzettlich mit zugespitztem oberen Ende und am Rand sowie auf beiden Seiten abstehend behaart. 

### Generative Merkmale
Die Blütezeit reicht von Juni bis Juli. Die einzelnen Blüten entspringen den Blattachseln, sie sind deutlich gestielt, aber sie überragen diese kaum. Die Blütenstiele sind bis 5 Millimeter lang.
Die zwittrige Blüte ist radiärsymmetrisch und fünfzählig mit doppelter Blütenhülle. Die fünf 3 bis 5 Millimeter langen Kelchblätter sind bis zur Hälfte ihrer Länge verwachsen und der Kelch endet in breit-lanzettlichen, zugespitzten Kelchzipfeln. Die Kronröhre ist kürzer als die Kelchzähne. Der Kronensaum ist 4 bis 6 Millimeter breit und weiß, selten auch rötlich gefärbt. Der Schlund ist gelb. Der Kronsaum besteht aus fünf rundlich verkehrt-eiförmigen, gestutzten Kronzipfeln.
Die Kapselfrucht ist etwas länger als der Kelch. Die Samen sind 1,5 Millimeter lang.
Die Chromosomenzahl beträgt 2n = 40.

## Vorkommen
Der Weichhaarige Mannsschild kommt in den Pyrenäen, in den Westalpen von den Grajischen Alpen bis zu den Berner Alpen und in der Ostschweiz in der Pizolgruppe vor. Der Weichhaarige Mannsschild wächst auf Kalkstein und Kalkschiefer auf Schutt und in Felsspalten in der alpinen Höhenstufe in Höhenlagen von 1950 bis 3700 Metern. Am Mönchsjoch zwischen Mönch und Trugberg in den Berner Alpen wird eine Höhenlage von 3700 Metern erreicht. Der Wichhaarige Mannsschild wächst in Pflanzengesellschaften der Verbände Trockene Kalkfelsflur (Potentillion caulescentis) oder Silikatfelsflur (Androsacion vandellii).
Die ökologischen Zeigerwerte nach Landolt et al. 2010 sind in der Schweiz: Feuchtezahl F = 2 (mäßig trocken), Lichtzahl L = 5 (sehr hell), Reaktionszahl R = 4 (neutral bis basisch), Temperaturzahl T = 1+ (unter-alpin, supra-subalpin und ober-subalpin), Nährstoffzahl N = 1 (sehr nährstoffarm), Kontinentalitätszahl K = 3 (subozeanisch bis subkontinental).

## Belege
- Xaver Finkenzeller, Jürke Grau: Alpenblumen (= Steinbachs Naturführer.). Neue, bearbeitete Sonderausgabe. Mosaik-Verlag GmbH, München 1996, ISBN 3-576-10558-1.